# Vladica Kovačević
Vladimir "Vladica" Kovačević (Ivanjica, 7 de janeiro de 1940) é um ex-futebolista iugoslavo que atuava como atacante.

## Carreira
Vladica Kovačević fez parte do elenco da Seleção Iugoslava na Copa do Mundo de 1962.